# Навкрария
Навкрария (греч. ναυκραρία) — раннее территориальное подразделение Аттики, служившее для военных целей.
Вероятно, навкрарии существовали ещё до Солона. Всего навкарий было 48. Каждая навкрария должна была предоставлять по 1 военному кораблю с экипажем и, в случае необходимости, по 2 всадника. Во главе каждой навкрарии стоял навкрарий, который избирался. Он заботился о снаряжении корабля, командовал кораблем, подчиняясь полемарху, и ведал ещё некоторыми сугубо государственным делами, например, распределением и сбором налогов и выдачей средств из навкрарской казны.
Самое раннее упоминание этого термина встречается у Геродота, где говорится, что заговор Килона был подавлен с помощью руководителей навкрарий.
После реформ Клисфена навкрарии перестали существовать как политические образования и были заменены на демы, но, судя по всему, они остались для военных целей; в соответствии с новой десятеричной системой их стало 50. Это косвенно подтверждается Геродотом, который пишет, что во время Эгинской войны, перед персидским вторжением (V в. до н. э.), афинский флот составлял 50 кораблей.
После V века до н. э. флот начал содержаться на средства государства и богатых граждан.